# GCL Technology
GCL Technology Holdings Limited или GCL Tech — один из ведущих мировых производителей поликремния и полупроводниковых пластин для солнечной энергетики, а также крупнейший в Китае поставщик «чистой энергии», получаемой с помощью когенерации, сжигания мусора, биомассы; оператор солнечной и ветроэнергетики. Компания зарегистрирована на Кайманах, а её штаб-квартира расположена в Гонконге. Входит в состав многопрофильного конгломерата Golden Concord Group (GCL), принадлежащего семье Чжу.

## История
В 2007 году GCL-Poly вышла на Гонконгскую фондовую биржу. В 2009 году крупным акционером компании стал китайский государственный фонд China Investment Corporation. По состоянию на март 2011 года в GCL-Poly Energy Holdings работало 12 тыс. человек, рыночная стоимость корпорации составляла 7,33 млрд долларов, а продажи — 2,38 млрд долларов.
В 2016 году GCL-Poly приобрела активы компании SunEdison. В апреле 2022 года GCL-Poly Energy Holdings Limited сменила название на GCL Technology Holdings Limited.

## Деятельность
Компания контролирует предприятия по производству поликремния и полупроводниковых пластин в Сюйчжоу, пять тепловых электростанций в Пэйсяне, Сюйчжоу, Нанкине, Тайцане и Ланьси, мусоросжигательные электростанции в Сюйчжоу, Дунгуане и Пекине, солнечную электростанцию в Сюйчжоу, ветроэлектростанцию в Шилин-Гол и американский исследовательский центр в Ричленде (штат Вашингтон). Также GCL Technology проектирует и строит солнечные электростанции для других фирм, управляет и эксплуатирует солнечные фермы в материковом Китае, США и ЮАР.
По итогам 2021 года основные продажи GCL Technology пришлись на материалы для солнечной энергетики (84,5 %), солнечную энергетику (14,4 %) и управление солнечными фермами (1,1 %). Крупнейшими рынками сбыта являлись Китай (95,7 %), Индия, США, Таиланд, Тайвань, Вьетнам, Южная Корея и Япония.

## Акционеры
Крупнейшими акционерами GCL Technology являются семья Чжу Гуншаня (23,7 %), UBS Asset Management (4,59 %), BlackRock (3,18 %), Invesco (2,87 %), Юй Юн (1,97 %) и Dimensional Fund Advisors (0,59 %).